# Wasile
Wasile – przysiółek wsi Mostki w Polsce, położony w województwie podkarpackim, w powiecie niżańskim, w gminie Jarocin.
W latach 1975–1998 przysiółek administracyjnie należała do województwa tarnobrzeskiego.
W Wasilach znajduje się kaplica filialna pw. Przemienienia Pańskiego w parafii MB Bolesnej w Jarocinie.